# Rájátszás
Egy sportliga csapatsportbajnokságának rájátszása (playoff, postseason, finals) a rendes szezon (alapszakasz) utáni mérkőzéssorozat, a liga bajnoki címének eldöntésére. Ligától függően jelenthet egyetlen mérkőzést, egy meccssorozatot, egyenes kieséses rendszerű bajnokságot vagy valamilyen más rájátszásrendszer szerint is bonyolíthatják.
Az USA és Kanada csapatsportjai esetében az országbeli hatalmas távolságok vezettek a csapatok regionális csoportokba rendezéséhez. A rendes szezon során a csapatok inkább a földrajzilag közel eső csapatokkal játszanak, de a ligák legjobb csapatai általában nem játszanak egymással. Ezért a szezon után egy rájátszást rendeznek. A csoportgyőztesek mind részt vesznek, és a rájátszások népszerűvé válásával a résztvevők köre kiegészült a második helyezettel vagy néha még ezen is túlmenően – ezeket a csapatokat „wild card”-nak nevezik.
Anglia és Skócia labdarúgásában a rájátszással nem a bajnoki címről, hanem a csapatok bajnokságszintek közötti előre- vagy hátrajutásáról döntenek. Az angol labdarúgó-bajnokság másodosztályában a rendes szezon során 3–6. helyezett csapatok vetélkedhetnek a Premier League-be (első osztályba) való feljutásért.

## Fordítás
- Ez a szócikk részben vagy egészben a Playoffs című angol Wikipédia-szócikk ezen változatának fordításán alapul.  Az eredeti cikk szerkesztőit annak laptörténete sorolja fel. Ez a jelzés csupán a megfogalmazás eredetét és a szerzői jogokat jelzi, nem szolgál a cikkben szereplő információk forrásmegjelöléseként.